# Hugues Merle
Hugues Merle (n. 28 februarie 1822, La Sône, Isère, Franța – d. 16 martie 1881, Paris, Franța) a fost un pictor francez care a descris mai ales subiecte sentimentale sau morale. El a fost adesea comparat cu William-Adolphe Bouguereau.

## Biografie
Hugues Merle s-a născut în 1822 în La Sône. A studiat pictura cu Léon Cogniet. Merle a început să expună la Salon (Paris)⁠(d) în 1847. A primit premii de clasa a doua în 1861 și 1863. În 1866 a fost numit Cavaler al Legiunii de Onoare.
Hugues Merle a devenit prieten cu Paul Durand-Ruel⁠(d) la începutul anilor 1860. Durand-Ruel a început să cumpere picturi de Merle în 1862 și l-a prezentat artistului pe pictorul William-Adolphe Bouguereau. Mai târziu, Merle a fost adesea comparat cu Bouguereau și „a devenit un rival considerabil al lui Bouguereau în ceea ce privește subiectul și tratamentul”. La mijlocul anilor 1860, Merle a pictat mai multe portrete ale lui Paul Durand-Ruel, ale soției sale și ale fiului lor, John.
Hugues Merle a murit în 1881 la Paris. Fiul său Georges Merle⁠(d) a devenit și el pictor.

## Galerie

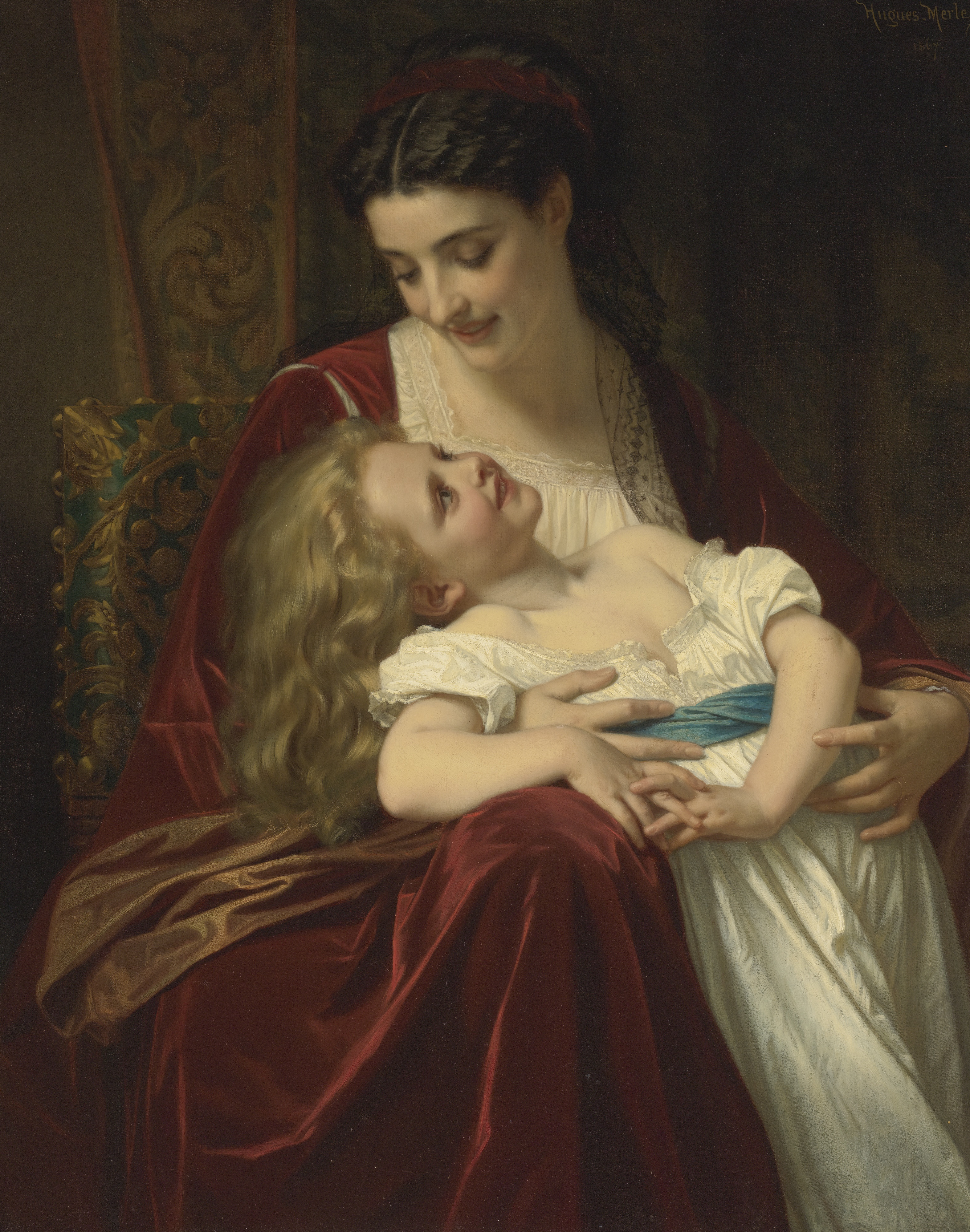
Afecțiune maternă
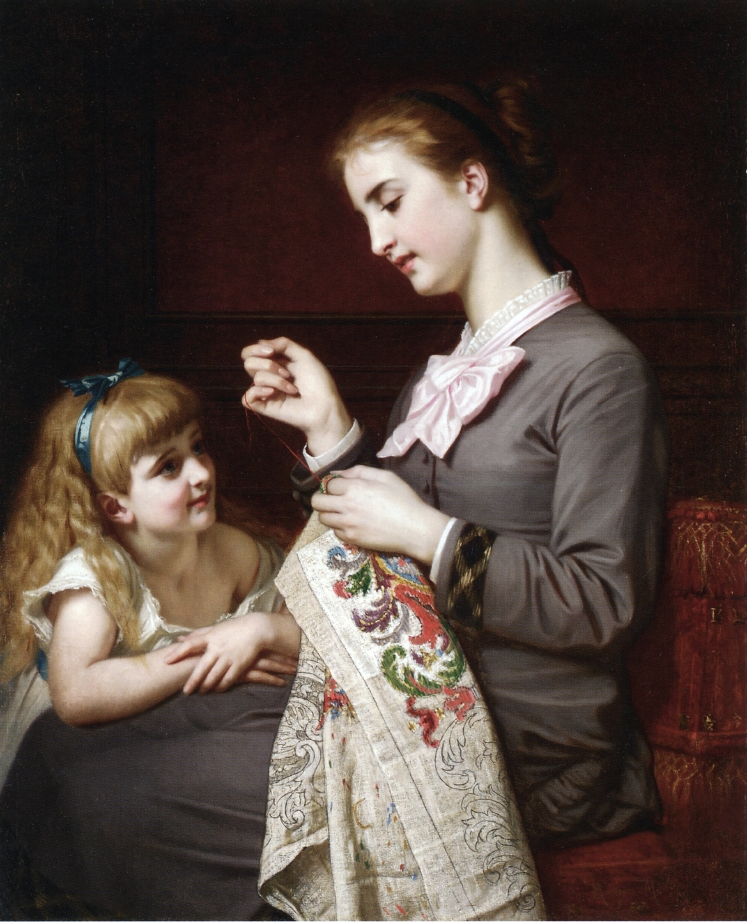
Lecția de broderie
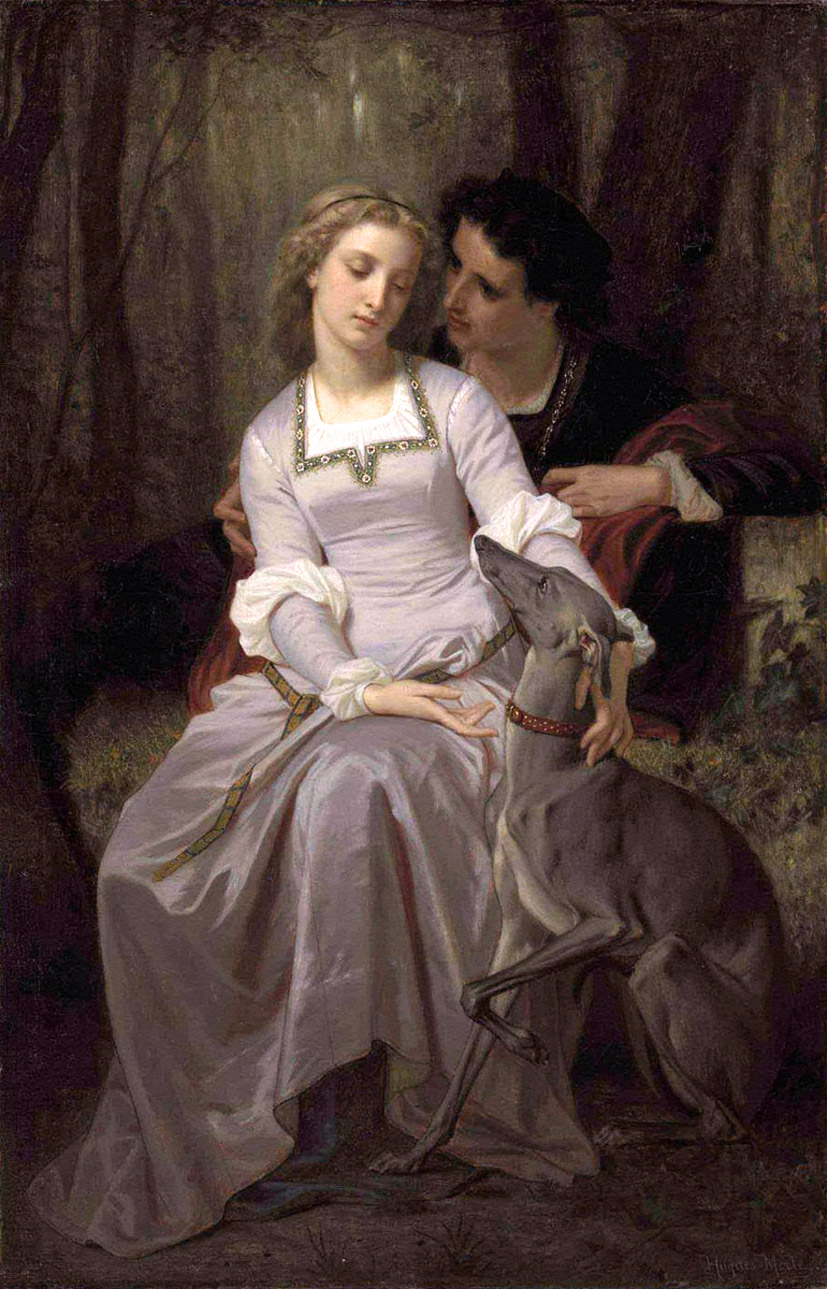
Tristan și Isolda
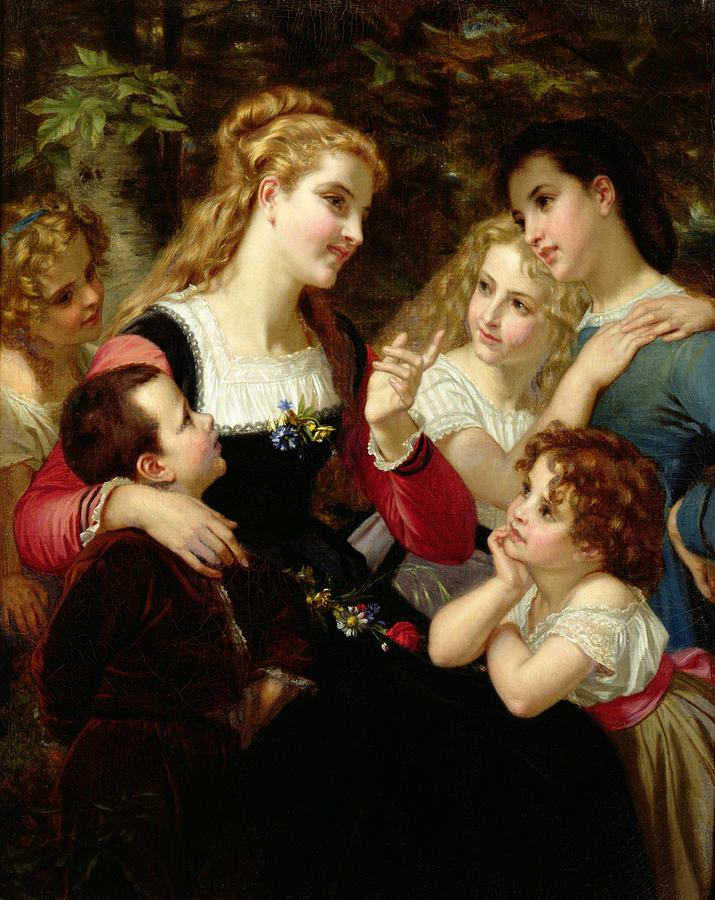
Povestitorul
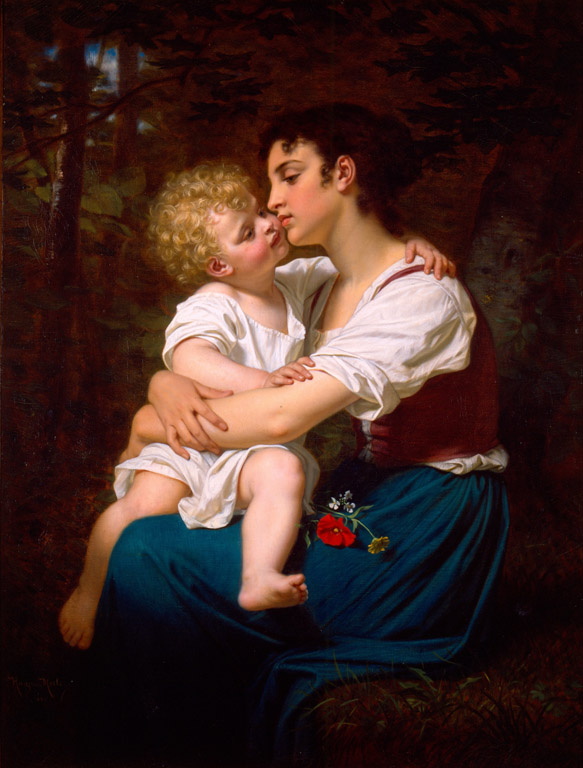
Iubire maternă
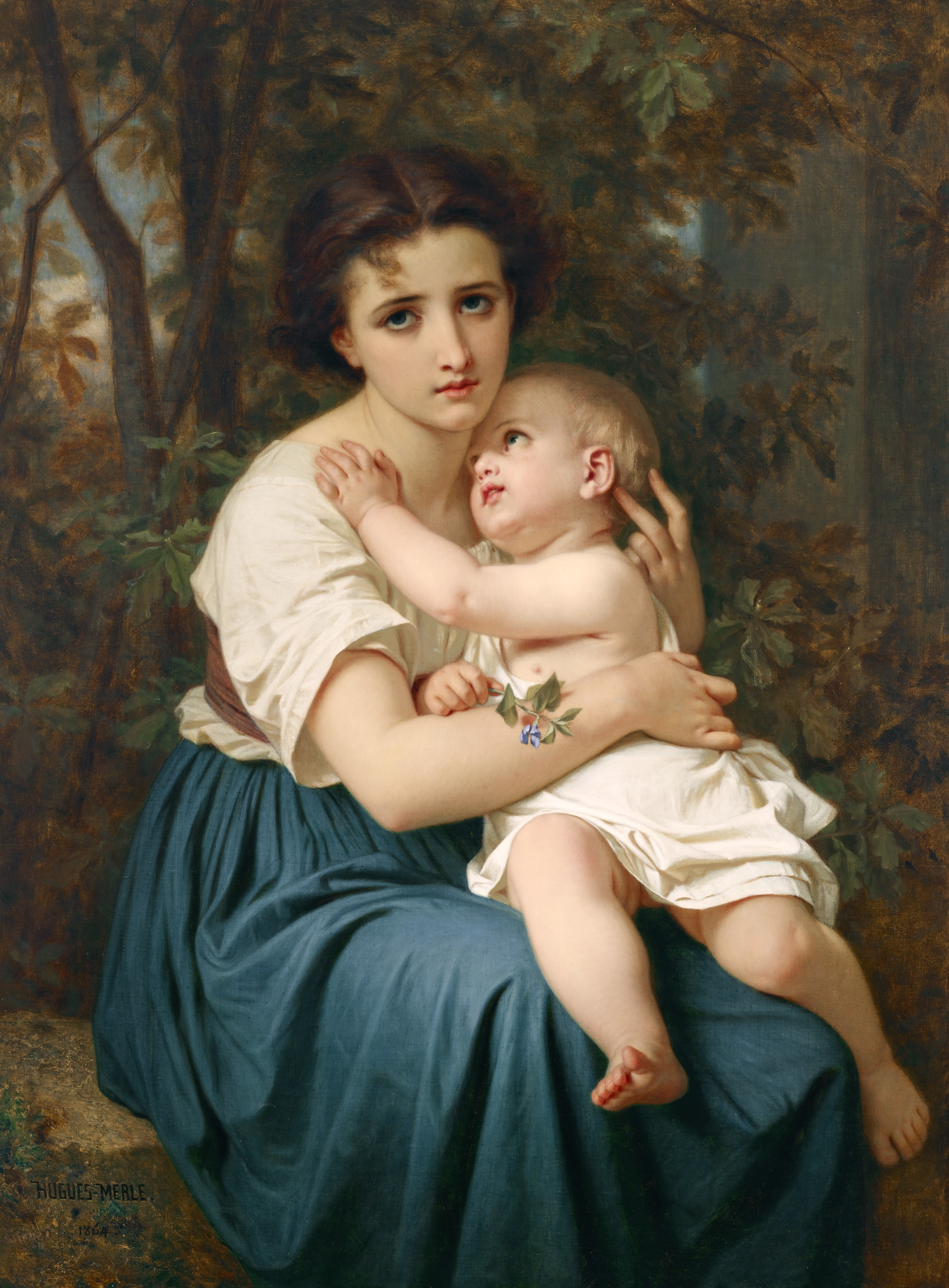
Gânduri de viitor
Romeo și Julieta
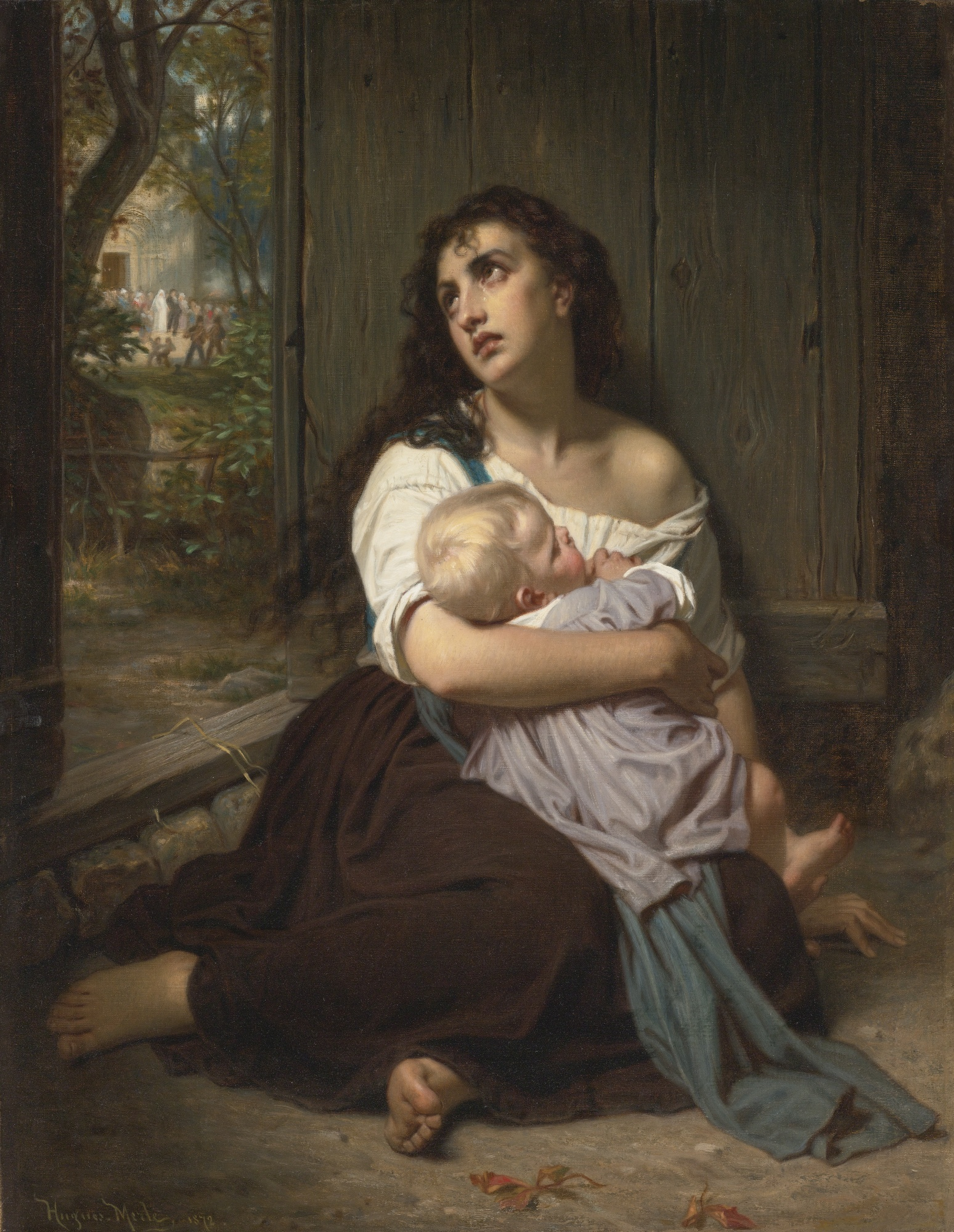
L'abandonnée
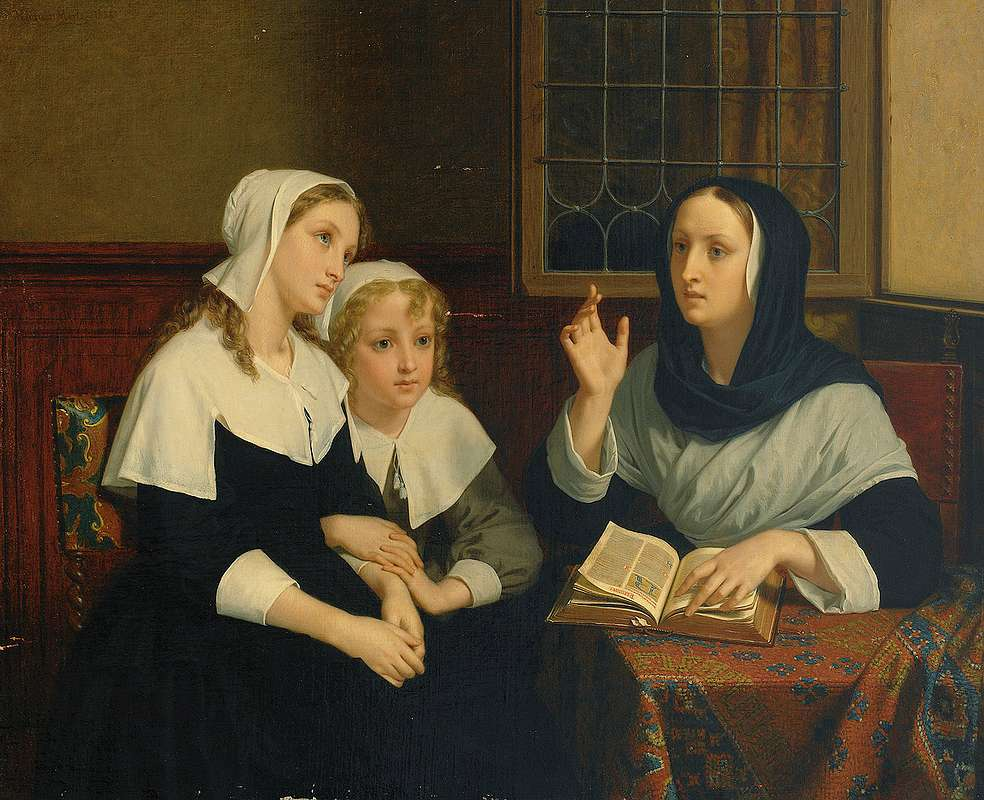
Les Orphelines
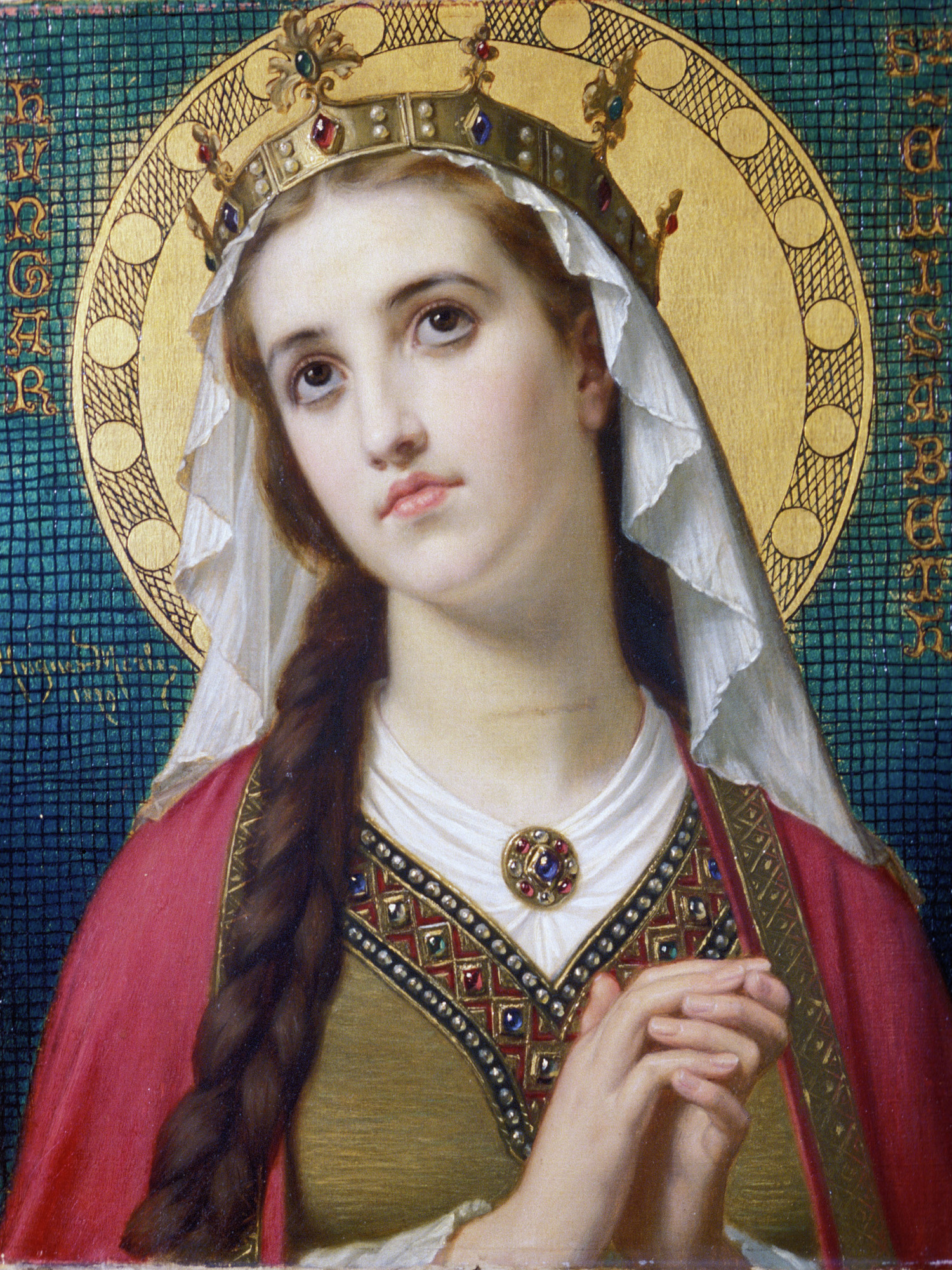
Sfânta Elisabeta a Ungariei